# بيكانكور (كيبك)
بيكانكور، كيبك (بالإنجليزية: Bécancour)‏ هي مدينة كندية تقع في مقاطعة كيبك. تبلغ مساحة هذه المدينة 441.0031 (كم²)، ويبلغ عدد سكانها 11134 نسمة حسب إحصاء سنة 2006 م، بينما كان يسكنها 11051 نسمة في سنة 2001 م. تحتل هذه المدينة المرتبة رقم 337 بين مدن كندا حسب عدد السكان والمرتبة رقم 87 في المقاطعة. النمو سكاني في هذه المدينة يقدر بـ(0.8).

## وصلات خارجية
- الأطلس الحكومي لكندا
- إحصاءات كندا مع ساعة تعداد السكان